# Eleição presidencial da França em 1894
A eleição presidencial francesa de 1894 teve como objetivo assegurar a sucessão do presidente Sadi Carnot, assassinado em 24 de junho de 1894. O moderado presidente da Câmara dos Deputados, Jean Casimir-Perier, foi eleito no primeiro turno.

## Resultados
| Candidato | Candidato                                | Votos | Porcentagem |
| --------- | ---------------------------------------- | ----- | ----------- |
|           | Jean Casimir-Perier Republicano moderado | 451   | 53,37       |
|           | Henri Brisson Republicano radical        | 195   | 23,08       |
|           | Charles Dupuy Republicano moderado       | 97    | 11,48       |
|           | Victor fevereiro Militares               | 53    | 6,27        |
|           | Emmanuel Arago Republicano moderado      | 27    | 3,20        |
|           | Vários                                   | 22    | 2,60        |

## Consequências
Quando assumiu o cargo na mesma noite, Jean Casimir-Perier foi forçado a manter Dupuy como presidente do conselho. Seu desacordo levou à sua renúncia em 1895, a pedido da Câmara dos Deputados.